# سیلنوس مست (ون دایک)
سیلنوس مست (انگلیسی: Drunken Silenus) نقاشی ۱۶۲۰ اثر آنتونی ون دایک است که اکنون در گالری آثار استادان قدیمی در درسدن است.